# 源じいの森温泉
源じいの森温泉（げんじいのもりおんせん）は、福岡県田川郡赤村赤にある温泉。

## 泉質
- アルカリ性単純温泉
  - 泉温　30.4℃
- 源泉温度が低いため、加温・循環濾過方式にしている。

## 温泉地
英彦山系の岩石山山麓に、キャンプ場を併設した研修宿泊施設「源じいの森」の敷地内で湧出する温泉。
日帰り入浴可能。特に和室付の貸切温泉風呂は人気である。山間部に位置する割にアクセスの利便性が良い。
施設内ではクラフト体験や農業体験も行われている。

## 歴史
平成8年（1996年）に敷地内でボーリングを実施、平成11年（1999年）にキャンプ場「源じいの森温泉」がオープンした。

## アクセス
鉄道
- 平成筑豊鉄道田川線・源じいの森駅下車、徒歩すぐ。

自動車
- 東九州自動車道今川SICより車で約20分。
- 九州自動車道小倉南ICより車で約60分。